# Intendenturkompaniet i Sollefteå
Intendenturkompaniet i Sollefteå (Int 4), var ett intendenturförband inom svenska armén som verkade åren 1916–1927. Förbandsledningen var förlagd i Sollefteå garnison i Sollefteå.

## Historia
År 1912 förlades en tillfällig Intendenturskola till Västernorrlands regemente (I 28). Genom 1914 års härordning blev Intendenturtrupperna ett självständigt truppslag bestående av fyra kompanier, däribland ett intendenturkompani i Sollefteå, vilket den 27 november 1916 tilldelades namnet Intendenturkompaniet i Sollefteå. Enligt ett beslut 1916 skulle kompaniet förläggas till Östersunds garnison, men kom att hamna i Sollefteå.
Genom 1925 års härordning beslutades att minska truppslaget med ett kompani, samt att de kvarvarande kompanierna numrerades. Intendenturkompaniet i Sollefteå blev det kompani som avvecklades, vilket gjorde den 31 december 1927.

## Verksamhet
Intendenturkompaniet svarade för förplägnadstjänst, drivmedelstjänst samt intendenturmaterieltjänst.

## Förläggningar och övningsplatser

### Förläggning
I samband med att en tillfällig Intendenturskola bildades 1912, förlades skolan till den lägerplats som Västernorrlands regemente (I 28) lämnade 1911 vid Sollefteå läger. Då det 1916 beslutades att Int 4 skulle förläggas till Östersund, påbörjades byggnation av en kasern, ett bageri samt ett havremagasin vid Ishallsvägen i Östersund. År 1919 avbröts dock arbetet med kasernen samt bageriet, och enbart arbetet med havremagasinet fullföljdes fram till att det stod klart 1921.

## Heraldik och traditioner
Intendenturkompaniet i Sollefteå blev aldrig tilldelade någon egen fana eller standar, utan hade enbart bokstaven "I" som igenkänningstecken utöver sitt truppslagstecken.

## Förbandschefer
Kompanichefer vid Intendenturkompaniet i Sollefteå åren 1915–1950.

- 1916–1917: Erik Gösta Wassberg
- 1917–1920: Erik Gustaf Wersäll
- 1920–1922: Gösta Viktor Georg Horney
- 1922–1927: Gustaf Hadar Stanislaus Leczinsky

## Namn, beteckning och förläggningsort
| Intendenturskolan                | 1912       | – | 1916-11-26 |
| Intendenturkompaniet i Sollefteå | 1916-11-27 | – | 1927-12-31 |

| Int 4 | 1916-11-27 | – | 1927-12-31 |

| Sollefteå garnison (F) | 1912 | – | 1927-12-31 |